# موچین

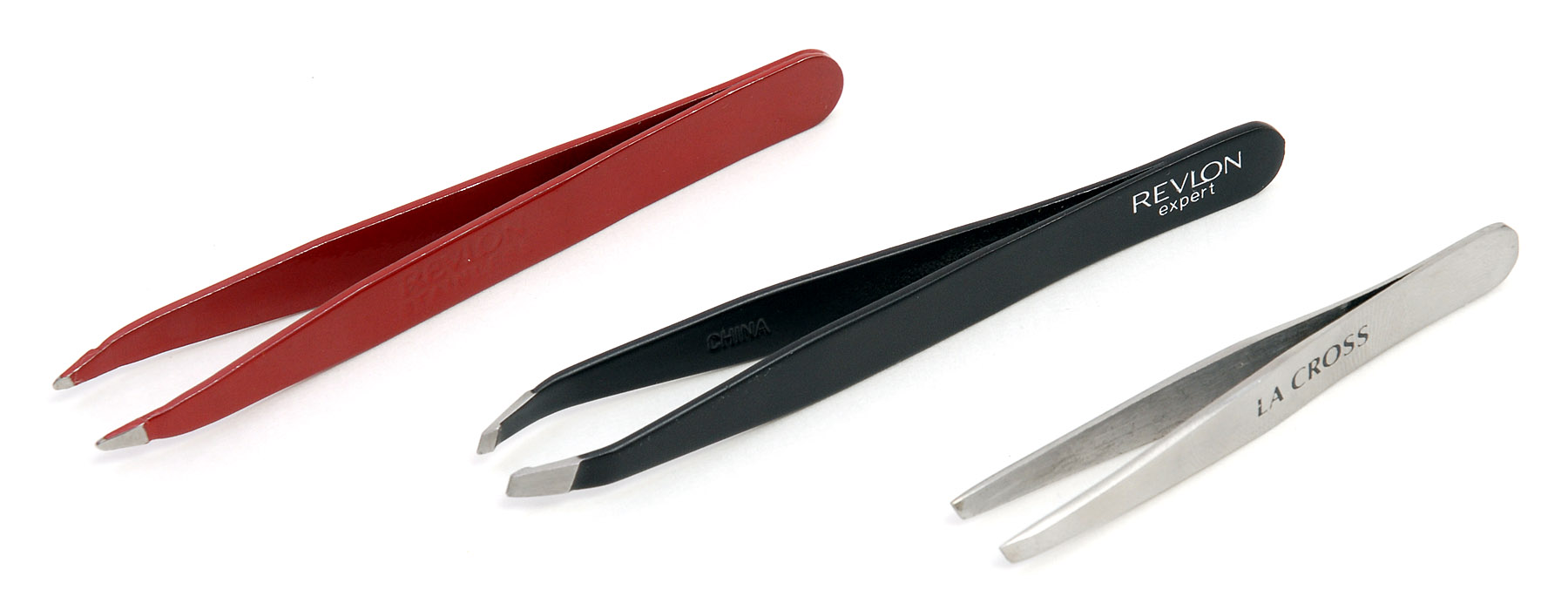
انواع مختلف موچین

موچین نوعی از انبر کوچک است که معمولاً برای برداشتن موهای زائد صورت به‌کار می‌رود. همچنین، موچین برای کارهای حساس و ظریف در صنعت و در پزشکی کاربرد دارد. به موچین‌هایی که در امور پزشکی به‌کار می‌روند پنس می‌گویند.

## تاریخچه
تاریخدانان بر این باورند که موچین در مصر باستان و همچنین در روم باستان استفاده می‌شده‌است. در روم باستان، برای بیرون آوردن میخ‌ها از وسیله‌ای شبیه به موچین استفاده می‌شده‌است. 